# Кристин Хармел
Кристин Хармел (на английски: Kristin Harmel) е американска журналистка и писателка на произведения в жанра драма, чиклит и исторически любовен роман. Пише романи за юноши под псевдонима Кики Съливан (Kiki Sullivan).

## Биография и творчество
Кристин Дебора Хармел е родена на 4 май 1979 г. в Нютън (предградие на Бостън), Масачузетс, САЩ. Израства в Пибоди, Масачузетс, в Уортингтън, Охайо, и в Сейнт Питърсбърг, Флорида. Прави първите си опити в журналистиката на 16-годишна възраст като спортен репортер на „St. Petersburg Times“ и „Tampa Bay AllSports“, докато учи в гимназията.
Завършва специалност журналистика (със специализация в испанска филология) в Колежа по журналистика и комуникации на университета на Флорида. След дипломирането си, от 2000 г. работи като репортер на списание „People“. Прави интервюта с известни личности и води рубриката „Герои сред нас“ – истории за обикновени хора, които вършат необикновени неща. Прави публикации и в „American Baby“, „Men’s Health“, „Glamour“, „Woman’s Day“ и „Travel + Leisure“. Живяла е в Париж, Лос Анджелис, Ню Йорк, Бостън и Маями.
Първият ѝ роман „How to Sleep with a Movie Star“ (Как да спим с филмова звезда) е издаден през 2006 г.
Книгата ѝ „The Sweetness of Forgetting“ (Сладостта на забравата) от 2012 г. става бестселър и я прави известна.
Кристин Хармел живее със семейството си в Орландо, Флорида.

## Произведения

### Самостоятелни романи
- How to Sleep with a Movie Star (2006)
- The Blonde Theory (2007)
- The Art of French Kissing (2007)
- When You Wish (2008)
- Italian for Beginners (2009)
Рим, моя любов, изд.: ИК „Плеяда“, София (2012), прев. Нина Рашкова
- After (2010)
- The Sweetness of Forgetting (2012)
- The Life Intended (2014)
- When We Meet Again? (2016)
- The Room on Rue Amelie (2018)
- The Winemaker's Wife (2019)
- The Book of Lost Names (2020)

### Новели
- The Snow Globe (2012)
- How to Save a Life (2016)

### Като Кики Съливан

#### Серия „Кукли“ (Dolls)
1. The Dolls (2012)
2. Midnight Dolls (2015)